# Cânion do Sil

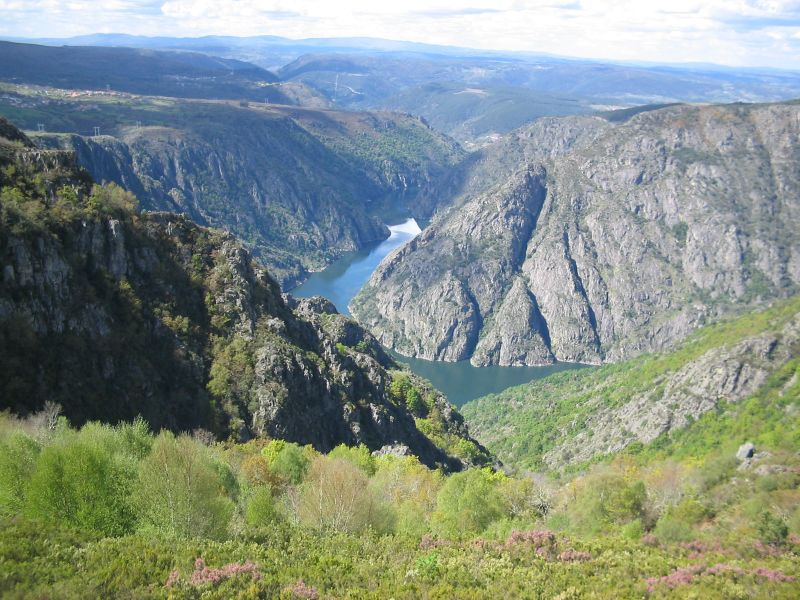
Vista do Cânion do Sil desde a Parada de Sil.

O Cânion do Sil (em galego: Canón do Sil) é uma garganta escavada pelo rio Sil, na Galiza, perto da união deste com o rio Minho, na zona da Ribeira Sacra. Esta área natural inclui os municípios de Nogueira de Ramuín, Pantón, Parada de Sil e Sober, com uma superfície de 5961,49 hectares.
O cânion, que está catalogado como Sítio de Importância Comunitária, se pode percorrer em catamarán, desde o qual se podem apreciar espectaculares reflexos da paisagem na água e também seus desníveis, de mais de 500 metros em alguns pontos, e com proeminências de mais de 50 graus, às vezes quase verticais. Nas paredes que formam os cânions encontramos vinhas da Denominação de Origem Ribeira Sacra que chegam até a água.
Está cortado por vários reservatórios, que abastecem de água e eletricidade à boa parte da população galega e arredores.

## Características

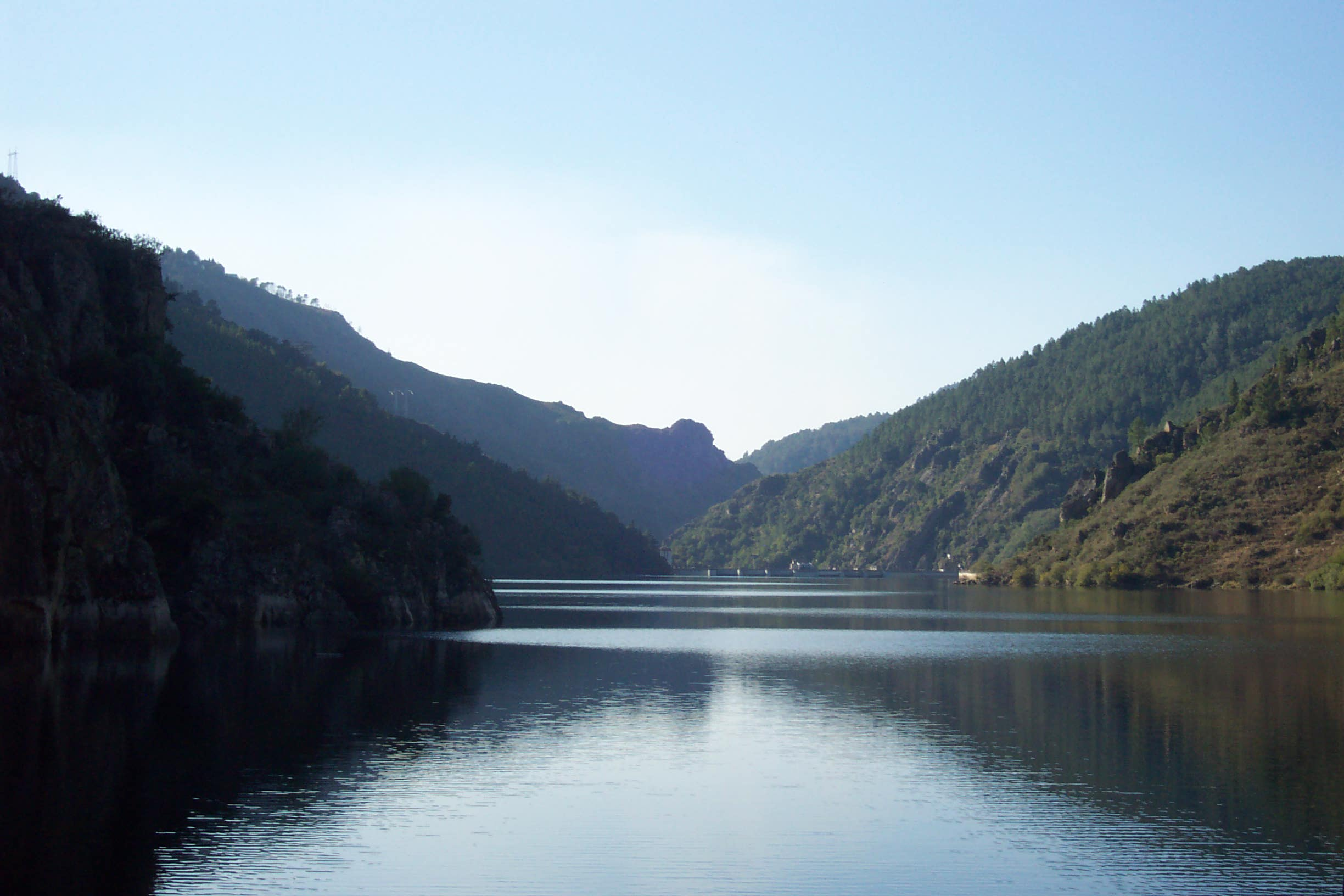
Vista desde o interior dos cânions do Sil.

Pela sua parte, o seu clima experimenta também importantes variações, mostrando a sua condição mediterrânea-úmida nas ladeiras de varanda ou atlântica-superúmida nas partes mais sombreadas, como nas suas veigas e bosques ribeirinhos.
As ladeiras da margem direita enchem-se voltadas para o meio-dia, pelo que estão em boa parte aproveitadas para o cultivo da videira em terraceamentos. Os bosques climáticos estão majoritariamente compostos de onfalodes (Omphalodes nitida), medronheiros (Arbutus unedo), urzes brancas (Erica arborea), e genistas (Genista falcata e G. florida polygaliphylla). Abundam também árvores tipicamente ripícolas e próprias deste clima como as bétulas (Betula pubescens), as castanheiras (Castanea sativa) e as avelãzeiras (Coryllus avellana).

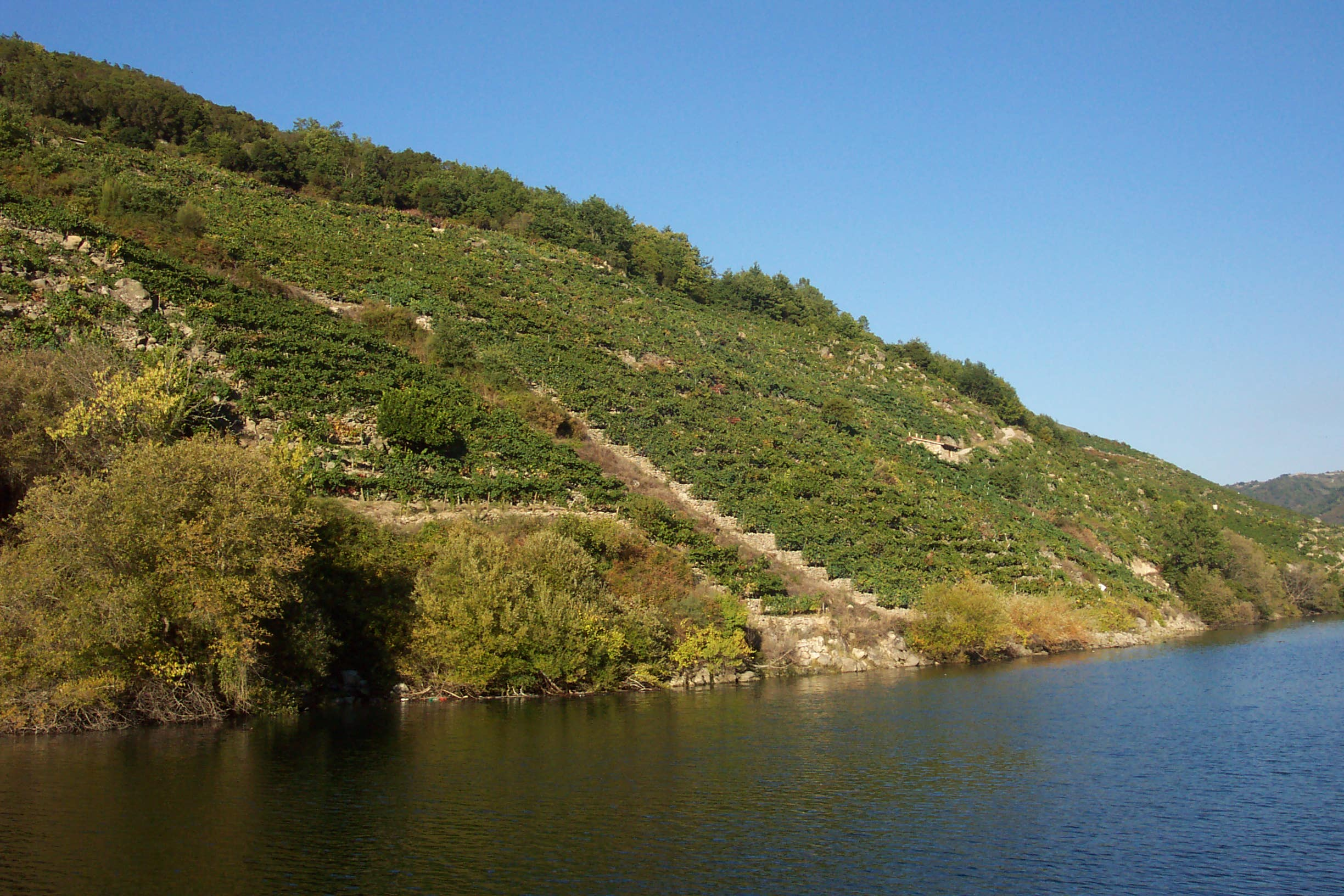
Vinhedos da ribeira sacra, desde o interior do cânion do Sil.

As espécies piscícolas das águas do Sil são predominantemente três: a truta (Salmo trutta fario), o esquálio (Squalius carolitertii) e o esgana-gato (Gasterosteus aculeatus). Existe também em termos de fauna uma amplíssima variedade de répteiss e anfíbios, destacando a Rã-ibérica (Rana iberica), a salamandra-de-fogo (Salamandra salamandra), a cobra-de-água-de-colar (Natrix natrix) e a lagartixa-do-mato (Psammodronus algirus). O número e a variedade de aves é ainda mais interessante, sobressaíndo algumas como o corvo-marinho-de-faces-brancas (Phalacrocorax carbo), ou numerosas aves de rapina como a águia-pequena (Hieraetus pennatus), a águia-cobreira (Circaetus gallicus), o vespeiro-europeu (Pernis apivorus) ou o falcão-peregrino (Falco peregrinus). Asim mesmo, encontram-se na zona toda as variedades de Sílvias (Sylvia) existentes na Galiza.
Mamíferos como o morcego-lanudo (Myotis emarginatus), a gineta (Genetta genetta) ou o gato-bravo (Felis silvestris) constituem pela sua parte um importante incentivo para a conservação e visita deste magnífico meio natural.

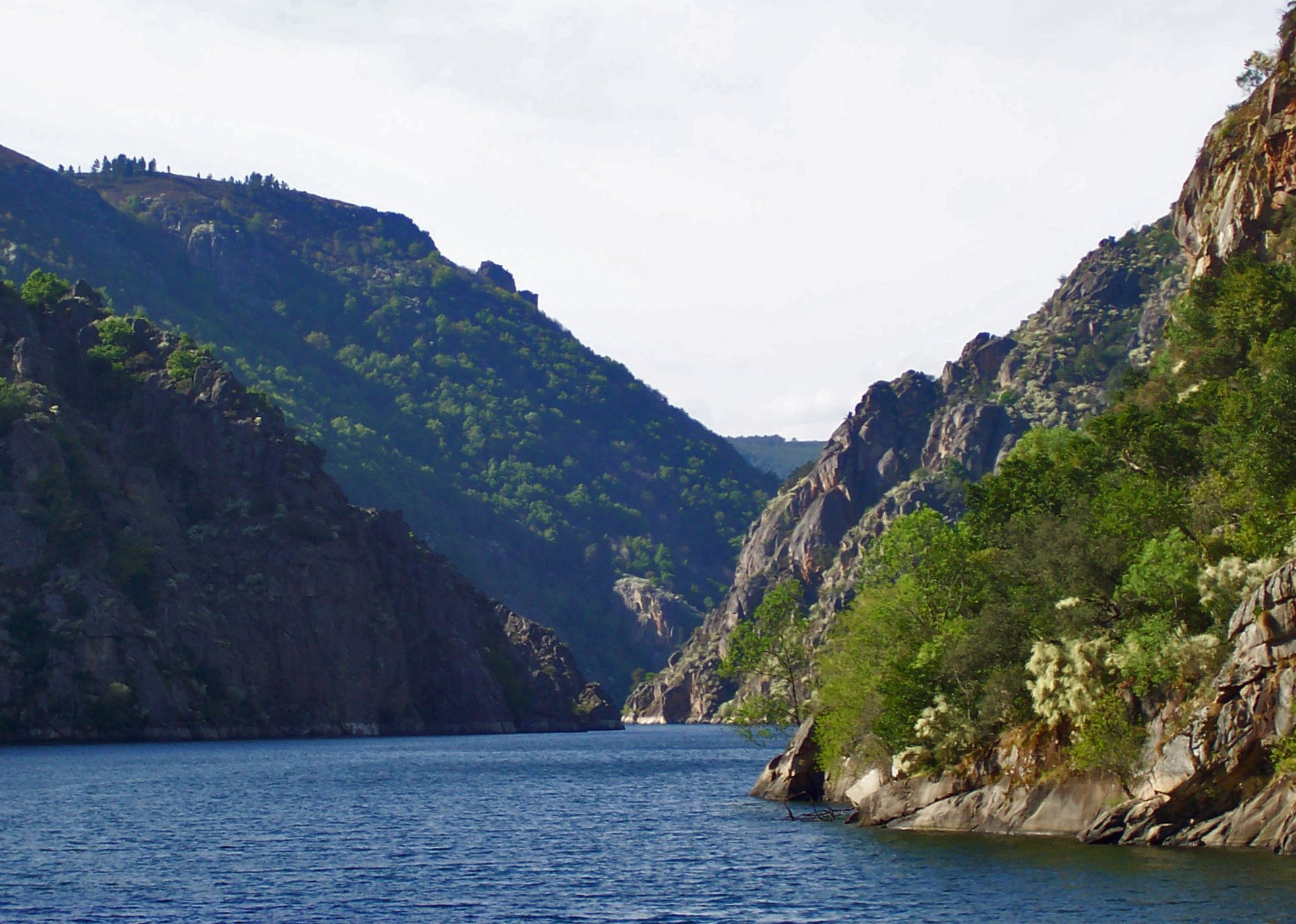
Cânion do Sil.

A particular orografia deste espaço natural de mais de 16.000 ha resulta do forte desnível entre as águas do Sil nos Peares (109m) e a altura máxima da Pena do Alfaiate (1.014m). Quanto a sua geologia, o Cânion do Sil tem uma origem unicamente tectônica e não-fluvial. No Quaternário, ao começar o basculamento da peneplanície, produziram-se fraturas que quebraram o terreno em blocos gigantescos, formando assim o canal pelo qual flui o rio Sil.
A estas características é preciso adicionar a transformação da paisagem levada a cabo pela mão do homem mediante o cultivo da videira en terraceamentos e a construção de grandes barragens como o de Santo Estêvão ou São Pedro.